# Тадані
Тада́ні — село в Україні, у Кам'янка-Бузькій міській громаді, Львівського району Львівської області. До 2020 року місто Кам'янка-Бузька та села Забужжя і Тадані підпорядковувалися Кам'янка-Бузькій міській раді, нині орган місцевого самоврядування — Кам'янка-Бузька міська рада. Населення становить 422 осіб.

## Географія
Село Тадані розташоване на берегах річки Горпинка, лівої притоки Західного Бугу, яка впадає до Західного Бугу біля західної околиці села. Горпинка пробігає під костелом. Тут природа створила невеликий мис з височенькими кручами. На відстані 47 км село Тадані розташоване від міста Львова — одночасно обласного та районного центрів, а також за 6 км південний-схід від адміністративного центру міської громади та 5 км до найближчої залізничної станції Кам'янка-Бузька.
Вулиці
У селі Тадані налічується 9 вулиць.
- Ботвіна Нафталі
- Галицька
- Героїв Майдану
- Івасюка Володимира
- Київська
- Наконечного
- Святого Миколая
- Сонячна
- Центральна

## Населення
Станом на 1 січня 1939 року у селі Тадані мешкало 1140 осіб, з них: 660 українців, 40 поляків, 30 польських колоністів, 370 юдеїв та 40 німецьких колоністів, у 1967 році — 623 особи. За даними всеукраїнського перепису населення 2001 року у селі мешкало 467 осіб, у 2021 році — 450 осіб.
Мова
Розподіл населення за рідною мовою за даними перепису 2001 року був наступним:
| українська | 463 | 99,36 |
| російська  | 4   | 0,64  |

## Історія
Поселення на цьому місці вперше згадується в історичних джерелах за 1448 рік. За іншими джерелами поселення відоме з 1440 року.
У виданні «Римо-католицькі костели та монастирі колишнього Руського воєводства» («пол. Kościoły i klasztory rzymskokatolickie dawnego województwa ruskiego»), виданого 2003 року у Кракові у статті про Тадані авторства Пйотра Красного, вказується, що 1451 року замок у Таданях витримав напад татарви. У 1453 році власник замку Матвій Гіщинський утримував у ньому полонених під Теребовлею татар.
1505 року Тадані, ймовірно, були власністю Катерини та Станіслава Міхаловських.
У 1540 році Тадані належали Яну Мєховському, а з 1549 року — Рафалу Хотецькому. У 1543 році Тадані отримали міське право і було воно в них ще принаймні до 1669 року, хоча містечко було маленьким та бідним. Мешканців Таданів у 1757 році навіть звільнили від сплати податків. Місцевий оборонний замок існував до першої половини XVIII століття.
У XVII столітті Тадані – місто з укріпленим замком. Польський історик Ян Лешек Адамчик у своїй монографії «Постійні укріплення на польських околицях середини XV до кінця XVII ст.» («пол. Fortyfikacje stałe na polskim przedmurzu od połowy XV do końca XVII wieku») повідомляє, що у 1621 році місцева шляхта дала відсіч військам мурзи Кан-Темира, та ще й потім звільнила 2000 бранців.
1686 року стараннями буського земського судді Войцеха Казимира Коца та Станіслава Чермінського зведений первісний дерев'яний костел, який був освячений на честь апостолів Петра і Павла, але у 1720-х роках його знищила пожежа. 1686 року також заснована римсько-католицька парафія, до якої увійшли мешканці сіл Тадані, Деревляни та Спас. Новий костел звели на кошти власника містечка, белзького хорунжого Миколи Йосипа Коца у 1734 році. Цей храм у 1766 році львівський латинський архиєпископ Вацлав Сераковський освятив під титулом Відвідання Єлизавети Дівою Марією. Замок ще існував у першій половині XVIII століття.
З початку XIX століття панський фільварок належав Юзефу Бартманському. Вже тоді Юзефом Бартманським було зведено невеликий палац на південний захід від замчища. Згідно з описами і кадастровою картою 1845 року, палац був середніх розмірів, із колонадою та півкруглим великим залом, допоміжними господарськими та житловими приміщеннями. За переказами під час спорудження палацового комплексу використовували матеріали залишків замку. У XIX столітті Тадані втратили статус міста і нині є селом, в якому мешкає 450 осіб.
За радянських часів на території села розташовувалася центральна садиба колгоспу імені «XXII з'їзду КПРС», що мав 1736 га орної землі та спеціалізувався на вирощуванні зернових та технічних культури, а також на тваринництві м'ясо-молочного напряму. Діяли восьмирічна школа, бібліотека та клуб. Наприкінці серпня 2018 року Таданівську загальноосвітню школу І ступеня закрили.

## Пам'ятки, визначні місця

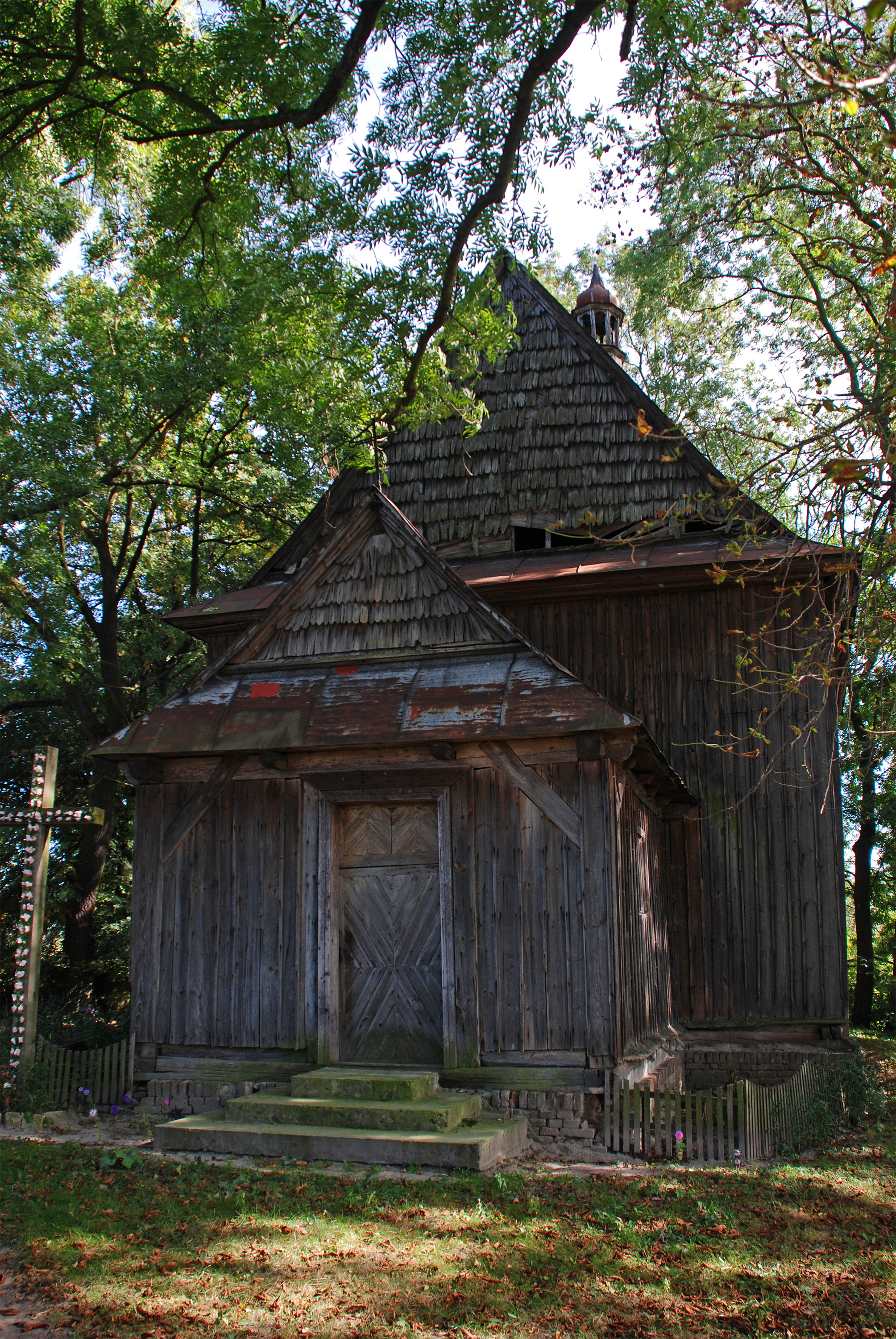
Костел Відвідання Єлизавети Пресвятою Дівою Марією і святої Теклі

### Костел Відвідання Єлизавети Пресвятою Дівою Марією і святої Теклі
Костел Відвідання Єлизавети Пресвятою Дівою Марією і святої Теклі зведений у 1734 році у стилі народної архітектури на кошти власника містечка, белзького хорунжого Миколи Йосипа Коца. Святиня розташована на тихій бічній вуличці у затінку дерев, неподалік від центральної частини села. У 1766 році цей храм був освячений львівським латинським архиєпископом Вацлавом Сєраковським. У 1828 році біля костелу була збудована дерев'яна дзвіниця з двома дзвонами. Костел Благовіщення — дерев'яний, тризрубний у плані, збудований на цегляному підмурівку, складається з квадратного нефа, меншого гранчастого східного об'єму і невеликого каркасного тамбура біля західного фасаду, причому неф і вівтар розташовано на одній осі. Обидва зруби накриті двосхилими дахами. З північного боку до східного зрубу прилягає невелика прибудова. Коник покрівлі нефа увінчує висока сиґнатурка. Обидва обсяги всередині перекриті стелею коробових контурів. Нині святиня обслуговується дієцезіальними священниками римсько-католицької церкви з парафії Успіння Пресвятої Діви Марії у Кам'янці-Бузькій. Храм занесений до державного реєстру пам'яток архітектури національного значення у Львівській області під охоронним № 459. 

### Церква святого Миколая
Дерев'яна церква святого Миколая збудована у типово галицькому стилі народної архітектури коштом добровільних пожертв парафіян у 1876 році на місці давнішої, також дерев'яної церкви. Розписана у 1888 році. Розташована неподалік від центру села. У своєму архітектурному вирішенні церква святого Миколая — тридільна у плані, триверха, завершується шоломоподібними банями з ліхтарями та високими маківками, оточена широким опасанням на дерев'яних стовпах і зберегла до наших часів свій автентичний вигляд. З півночі до вівтаря прибудували велику ризницю, а до бабинця — господарське приміщення. Головний вхід до храму розташований з півдня та підкреслений двосхилим дахом. Вікна церкви обрамлені декоративними лиштвами. В її інтер'єрі розміщений позолочений іконостас, датований 1878 роком та різьблені ікони місцевого майстра Михайла Наконечного.
На південь від храму розташована дерев'яна триярусна дзвіниця, накрита шатровим верхом, яка навколо першого ярусу, як і сама церква, має опасання на дерев'яних стовпах. Поряд з дзвіницею розташована невеличка закрита каплиця. 1996 року проведений зовнішній ремонт святині. Нині церква перебуває у користуванні місцевої релігійної громади Львівсько-Сокальської єпархії Православної церкви України парафії Святого Миколая.

### Залишки маєтку Бартманських та парк XIX століття
На початку XIX століття Юзеф Бартманський на території з південно-західного боку від Замчиська, спорудив палац. Згідно з описами і кадастровою картою 1845 року, це був палац середніх розмірів, із колонадою та півкруглим великим залом, допоміжними господарськими та житловими приміщеннями. Під час спорудження палацового комплексу використовували матеріали залишків замку. За радянської влади на території фільварку влаштували ферми, розібравши панські будівлі, включно з палацом, ледь не до фундаментів. Нині від палацового комплексу збереглися частина житлового будинку, конюшні та споруджена у 1908 році неоготична вежа, які теж перебувають у стані руйнації. Також збереглися гробівець дружини Бартманського неподалік від вежі фільварку та парк XIX століття площею 3,7 га.
Парку згідно з рішенням виконкому Львівської обласної ради від 9 жовтня 1984 року № 495 надано статус пам'ятки садово-паркового мистецтва місцевого значення. Статус надано для збереження парку, на території якого був розташований палацовий комплекс Юзефа Бартманського (початку XIX століття).

### Заповідне урочище «Тадані»
Заповідне урочище місцевого значення «Тадані», загальною площею 27,0 га, розташоване на південний захід від села Тадані, оголошено рішенням виконкому Львівської обласної ради від 9 жовтня 1984 року № 495. Перебуває у віданні ДП «Буський лісгосп».

## Відомі люди
Народилися
- Саган Ігор Михайлович (нар. 1960) — український радянський діяч, тракторист місцевого колгоспу імені «XXII з'їзду КПРС». депутат Верховної Ради УРСР 11-го скликання.